# Tortula crawfordii
Tortula crawfordii là một loài Rêu trong họ Pottiaceae. Loài này được (Paris) Watts miêu tả khoa học đầu tiên năm 1902.